# Estación de Cojóbar
Cojóbar fue una estación de ferrocarril situada en la localidad española de Cojóbar, dentro del término municipal de Modúbar de la Emparedada, provincia de Burgos, que formaba parte del ferrocarril Santander-Mediterráneo. En la actualidad el antiguo recinto ferroviario es utilizado con fines particulares.

## Situación ferroviaria
Las instalaciones se encontraban situadas en el punto kilómetro 237,7 de la línea férrea de ancho ibérico Santander-Mediterráneo, a 870 metros de altitud sobre el nivel del mar del mar.

## Historia
Construida por la Compañía del Ferrocarril Santander-Mediterráneo, entraría en servicio en agosto de 1927 con la inauguración del tramo Burgos-Cabezón de la Sierra. En 1941, con la nacionalización de los ferrocarriles de ancho ibérico, las instalaciones pasaron a manos de RENFE. Tras caer en declive, en 1975 la estación fue rebajada de categoría y reclasificada como apeadero. Las instalaciones dejaron de prestar servicio con la clausura del ferrocarril Santander-Mediterráneo en enero de 1985. La vía sería posteriormente levantada. En la actualidad la estación es utilizada como vivienda particular.